# Marius Bauer (Skilangläufer)
Marius Bauer (* 30. April 2000) ist ein deutscher Skilangläufer.

## Werdegang
Bauer, der für den Skiclub Oberstdorf startet, nahm in der Saison 2020/21 in Ulrichen erstmals am Alpencup teil, wobei er den 60. Platz im Sprint und den 32. Platz über 15 km Freistil errang. Sein Debüt im Weltcup gab er in der Saison 2021/22 in Dresden und belegte dort den 76. Platz im Sprint. Bei den Winter World University Games 2023 in Lake Placid kam er auf den 50. Platz über 10 km klassisch, auf den neunten Rang im 30-km-Massenstartrennen, auf den achten Platz im Mixed-Teamsprint, auf den sechsten Platz im Skiathlon und auf den vierten Platz im Sprint. Bei den Winter World University Games 2025 in Turin gewann er im Mixed-Teamsprint zusammen mit Miriam Reisnecker die Goldmedaille. Dies war ein historischer Sieg für Deutschland und den ADH, da es die erste Goldmedaille überhaupt bei Studenten Weltmeisterschaften im Skilanglauf darstellt. Zudem lief er dort auf den 14. Platz über 10 km Freistil, auf den sechsten Rang im Sprint und auf den vierten Platz mit der Staffel.
Bei nationalen Meisterschaften konnte Bauer mit einem Gold und drei Silbermedaillen schon mehrere Erfolge erzielen. Die größten Erfolge im Langstreckenbereich sind die Siege beim Ganghoferlauf in Seefeld im Jahr 2024 und 2025. 